# موتور هیدرولیک

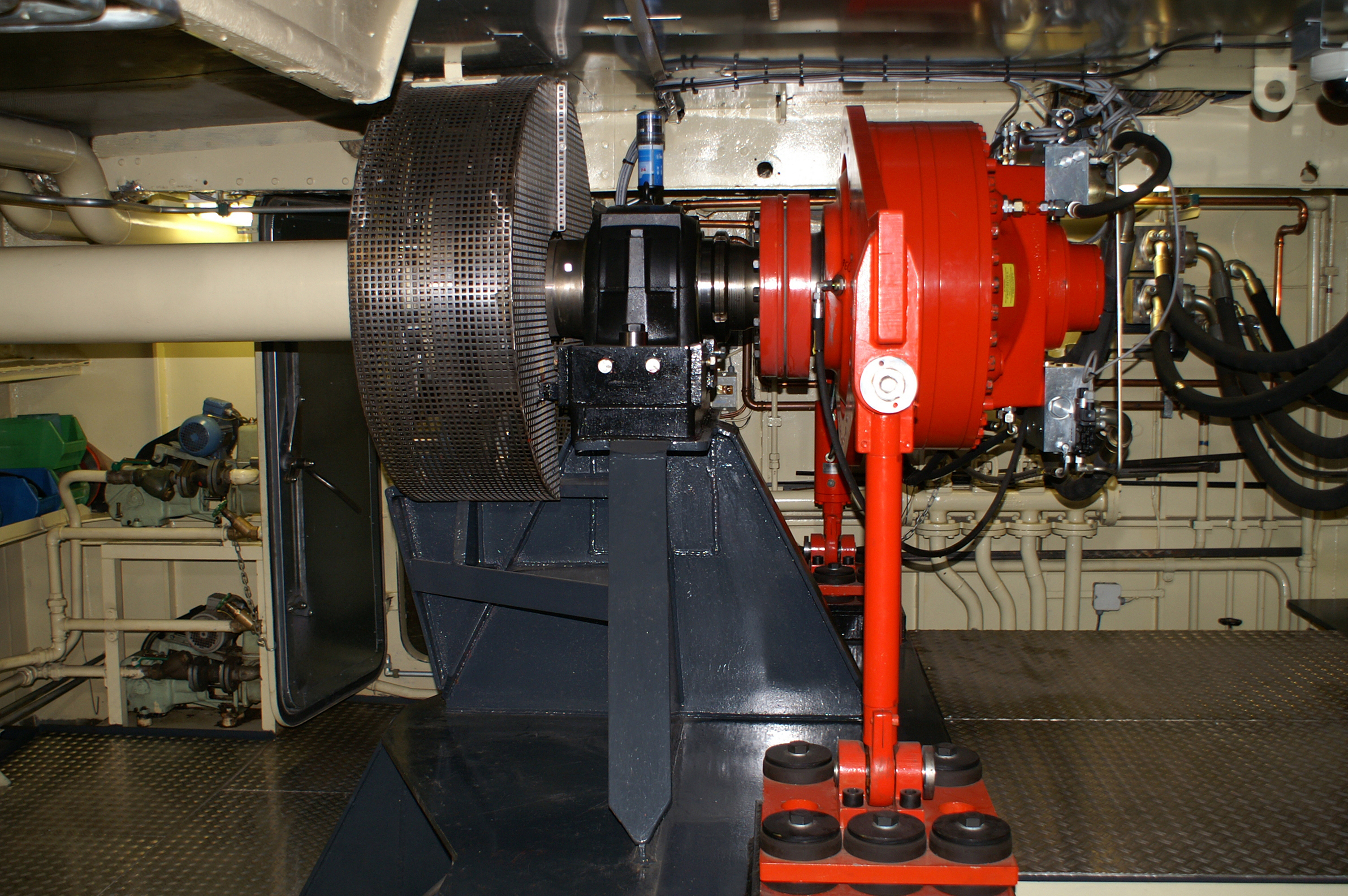
موتور هیدرولیکی یک کشتی تفریحی

نماد موتور هیدرولیک در نقشه مدارهای هیدرولیکی

موتور هیدرولیک (به انگلیسی: Hydraulic motor) توان سیال را در قالب حرکت دورانی به توان مکانیکی تبدیل می‌کند. نقشی که یک موتور هیدرویکی در یک سامانه ایفا می‌کند، دقیقاً عکس پمپ است. (پمپ: توان مکانیکی ← توان سیال) بنابراین موتورها ساختمانی شبیه پمپ‌های هیدرولیک دارند و حتی ویژگی‌هایشان نیز مشابه است.